# Oltári baki
Az Oltári baki (eredeti cím: Jour J) 2017-ben bemutatott francia filmvígjáték, amelyet Reem Kherici rendezett, zenéjét Joachim Holbek szerezte. Kherici a forgatókönyvírásban is részt vett, és a főszerepet is ő alakítja. 
Magyarországon 2017. június 29-én kezdték el vetíteni a filmszínházak.

## Cselekmény
Mathias és Alexia már több éve élnek párkapcsolatban. Matthias – életében először – hűtlen lesz és egy esküvőszervező nővel létesít titkos viszonyt. Párja zsebében Alexia véletlenül megtalálja a nő névjegykártyáját és teljesen félreérti a helyzetet: boldogan azt hiszi, Matthias végre megkéri a kezét. Az esküvő megszervezésével Alexia Juliettet bízza meg.

## Szereplők
| Színész             | Szerep                | Magyar hang         |
| ------------------- | --------------------- | ------------------- |
| Reem Kherici        | Juliette              | Kis-Kovács Luca     |
| Nicolas Duvauchelle | Mathias               | Kisfalusi Lehel     |
| Julia Piaton        | Alexia                | Csuha Borbála       |
| Sylvie Testud       | Clarisse              | Majsai-Nyilas Tünde |
| Lionnel Astier      | Gérard, Alexia apja   | Rosta Sándor        |
| Chantal Lauby       | Marie, Juliette anyja | Andresz Kati        |
| Victoria Monfort    | Johanna               |                     |